# フアン・ゴメス
フアン・アンドレス・ゴメス・アルミロン（Juan Andrés Gómez Almirón、1971年1月25日 - ）は、アルゼンチン・クルス・クアティア出身の元サッカー選手。ポジションはディフェンダー。

## クラブ経歴
1991年にAAアルヘンティノス・ジュニアーズにてプロデビューを果たすと、1997年にはCAリーベル・プレートへ移籍した。
1999年、初の国外挑戦の場としてスペインのレアル・ソシエダを選択した。ソシエダでは在籍3シーズンで公式戦100試合以上に出場し、ラ・リーガを代表する守備的MFとなった
2000年7月、当時セグンダ・ディビシオンに在籍していたアトレティコ・マドリードに移籍した。1シーズン目はリーグ戦36試合に出場したが、2シーズン目開幕前に後に2年を費やす足首の負傷を患い、以降傷が回復することはなく、2003年に32歳で現役を引退した。

## タイトル

### クラブ
アトレティコ・マドリード
- セグンダ・ディビシオン : 1回 (2001-02)